# St. Gabriel (Louisiana)
St. Gabriel és una població dels Estats Units a l'estat de Louisiana. Segons el cens del 2000 tenia 5.514 habitants.

## Demografia
Segons el cens del 2000, St. Gabriel tenia 5.514 habitants, 898 habitatges, i 639 famílies. La densitat de població era de 74,1 habitants/km².
Dels 898 habitatges en un 35,6% hi vivien nens de menys de 18 anys, en un 39% hi vivien parelles casades, en un 26,9% dones solteres, i en un 28,8% no eren unitats familiars. En el 25,2% dels habitatges hi vivien persones soles el 7,7% de les quals corresponia a persones de 65 anys o més que vivien soles. El nombre mitjà de persones vivint en cada habitatge era de 2,79 i el nombre mitjà de persones que vivien en cada família era de 3,36.
Per edats la població es repartia de la següent manera: un 13,8% tenia menys de 18 anys, un 16% entre 18 i 24, un 46,9% entre 25 i 44, un 18,3% de 45 a 60 i un 5,1% 65 anys o més.
L'edat mediana era de 33 anys. Per cada 100 dones de 18 o més anys hi havia 156,8 homes.
La renda mediana per habitatge era de 25.352 $ i la renda mediana per família de 30.859 $. Els homes tenien una renda mediana de 28.281 $ mentre que les dones 19.167 $. La renda per capita de la població era de 8.952 $. Entorn del 23% de les famílies i el 23,9% de la població estaven per davall del llindar de pobresa.

## Poblacions més properes
El següent diagrama mostra les poblacions més properes.